# 史蒂文斯維爾 (馬里蘭州)
史蒂文斯維爾（英語：Stevensville）是位於美國馬里蘭州安妮女王縣的一個普查規定居民點。

## 人口
根據2020年美國人口普查的數據，史蒂文斯維爾的面積為16.68平方千米，當中陸地面積為16.68平方千米，而水域面積為0.00平方千米。當地共有人口7442人，而人口密度為每平方千米446.16人。